# Cüneyt Mete
Cüneyt Mete (* 9. September 1970 in Izmir) ist ein türkischer Schauspieler.

## Leben
Mete kam im Jahr 1970 in Bornova, einen Stadtteil von Izmir zur Welt. Er absolvierte ein Schauspielstudium am Staatlichen Konservatorium der Universität Ankara.
Er wirkte in 12 Filmen und Serien mit. So wurde er durch die Rollen des Kenan aus der Serie Unutma Beni und des Cesur aus der Serie Beni Affet bekannt.

## Filmographie
- 2008: Kayıp Prenses
- 2008–2015: Unutma Beni
- 2013–2016: Beni Affet
- 2016–2018: Aşk ve Mavi

## Persönliches
Mete ist mit der türkischen Schauspielerin Şeyma Korkmaz verheiratet.